# 發條的阿庫里歐
《發條的阿庫里歐》是一款由日本遊戲開發商Westone於1991年開始開發的平台動作遊戲，原定於1993年在街机Sega System 18平台發行，但因故而中止開發。2017年，德國遊戲發行商Strictly Limited Games向世嘉取得遊戲版權，ININ Games與當時的遊戲開發人員進行遊戲原始碼的修復工作，後來於2021年11月30日在任天堂Switch與PlayStation 4平台發行。

## 開發與發行
《發條的阿庫里歐》從開發起始日到最終發行日總共歷時28年又81天，是目前金氏世界紀錄歷時最長的電子遊戲開發案，打破了《永遠的毀滅公爵》的紀錄。

## 外部連結
- 官方网站
- 莫比游戏上的《發條的阿庫里歐》（英文）